# Beloeil (Bélgica)
Beloeil (en francés Belœil, que deriva del francés baileul, que significa barrera o empalizada), es una agrupación municipal francófona belga, situada en Valonia, en la provincia de Henao.
Destaca por su castillo y jardín del mismo nombre, que pertenece a la casa principesca de Ligne. El actual propietario es Miguel de Ligne, XIV Príncipe de Ligne. La figura histórica más importante asociada a él fue el séptimo príncipe de Ligne, Charles-Joseph de Ligne, autor, entre otras obras literarias, de Coup d’œil sur Beloeil et les principaux jardins de l’Europe (1781).
El parque y el castillo de Beloeil están parcialmente abiertos al público para su visita turística y es la sede de dos importantes eventos: una manifestación floral en mayo y un concierto de música clásica en el parque en el mes de agosto.

## Geografía

### Secciones del municipio
El municipio comprende los antiguos municipios, que se fusionaron en 1977:
| - Beloeil - Basècles - Ramegnies - Thumaide - Wadelincourt - Aubechies - Ellignies-Saint-Anne - Quevaucamps - Grandglise - Stambruges |

## Demografía

### Evolución
Todos los datos históricos relativos al actual municipio, el siguiente gráfico refleja su evolución demográfica, incluyendo municipios después de efectuada la fusión el 1 de enero de 1977.
| Gráfica de evolución demográfica de Beloeil entre 1846 y 2019 |
|                                                               |

## Ciudades hermanas
- Crosne (Francia)
- Maybole (Reino Unido)
- Schotten (Alemania)